# UFC Fight Night: Andrade vs. Blanchfield
UFC Fight Night: Andrade vs. Blanchfield (también conocido como UFC Fight Night 219, UFC on ESPN+ 77 y UFC Vegas 69) fue un evento de artes marciales mixtas producido por Ultimate Fighting Championship que tuvo lugar el 18 de febrero de 2023 en las instalaciones del UFC Apex en Enterprise, Nevada, parte del área metropolitana de Las Vegas, Estados Unidos.

## Antecedentes
Se esperaba que el combate de peso gallo entre Marlon Vera y Cory Sandhagen encabezara el evento. Sin embargo, el combate se trasladó para el 25 de marzo de 2023 en UFC on ESPN: Vera vs. Sandhagen por razones desconocidas. Como resultado, se promocionó como evento principal un combate femenino de peso mosca entre Taila Santos y Erin Blanchfield. Sin embargo, a sólo una semana del evento, Santos se retiró por motivos personales y fue sustituida por Jéssica Andrade.
Se esperaba un combate de peso medio entre Gerald Meerschaert y Abusupiyan Magomedov para este evento. Anteriormente estaba previsto que se enfrentaran en UFC Fight Night: Lewis vs. Daukaus, pero Magomedov se vio obligado a retirarse del evento por problemas con el visa. A su vez, Magomedov volvió a retirarse por problemas de visa y el combate se canceló.
Se esperaba un combate de peso semipesado entre William Knight y Marcin Prachnio para este evento. El combate estaba programado previamente para UFC Fight Night: Nzechukwu vs. Cuțelaba, pero se canceló por razones no reveladas.
Se esperaba un combate de peso semipesado entre Ovince Saint Preux y Philipe Lins para este evento. Anteriormente estaban programados para enfrentarse en UFC 282, pero Lins se retiró del combate por un motivo no revelado.
Se esperaba un combate de peso wélter entre Billy Goff y Themba Gorimbo para este evento. Sin embargo, Goff se retiró por motivos no revelados y fue sustituido por A.J. Fletcher.
Se esperaba un combate de peso wélter entre Ramiz Brahimaj y Carlston Harris para este evento. Sin embargo, Brahimaj fue retirado del evento citando una lesión en el cuello. La UFC optó entonces por reservar Harris contra Abubakar Nurmagomedov en UFC Fight Night: Yan vs. Dvalishvili el 11 de marzo.
Se esperaba un combate de peso ligero entre Joe Solecki y Benoît Saint-Denis para este evento. Sin embargo, Saint-Denis se retiró del combate alegando una lesión de tobillo. Fue sustituido por Carl Deaton III y el combate se trasladó a UFC Fight Night: Muniz vs. Allen una semana después.
Se esperaba un combate de peso ligero entre Jim Miller y Gabriel Benítez para este evento. Sin embargo, Benítez se retiró por un motivo no revelado y fue sustituido por Alexander Hernandez.

## Premios de bonificación
Los siguientes luchadores recibieron bonificaciones de $50000 dólares.
- Pelea de la Noche: Nazim Sadykhov vs. Evan Elder
- Actuación de la Noche: Erin Blanchfield y Mayra Bueno Silva